# Narodni park doline Kidepo
Narodni park doline Kidepo je 1442 kvadratnih kilometrov velik narodni park v regiji Karamoja na severovzhodu Ugande. Kidepo je razgibana savana, ki jo nadvladuje 2750 metrov visoka gora Morungole, prerežeta pa jo reki Kidepo in Narus.

## Lokacija
Narodni park doline Kidepo je blizu Karenga v okrožju Kaabong, v severovzhodnem kotu Ugande. Park je približno 220 kilometrov oddaljen po cesti severozahodno od Morota, največjega mesta v podregiji. To je približno 520 kilometrov po cesti, severovzhodno od Kampale, glavnega in največjega mesta Ugande.
Severozahodna meja parka poteka vzdolž mednarodne meje z Biro v Južnem Sudanu in se naslanja na lovski rezervat Kidepo.

## Zgodovina
Ketebo ali Mening so prvotni prebivalci tega območja, ki so tu živeli od leta 1800. Britanska kolonialna vlada ga je leta 1958 razglasila za rezervat za divjad, ljudi pa so izselili. Namen je bil zaščititi živali pred lovom in preprečiti nadaljnje krčenje grmovja za zatiranje muhe cece. Izselitev prebivalcev in posledično lakoto, zlasti ljudi Ketebo, ki so bili nasilno preseljeni na druga območja v Biri, kot so Napotpot, Kalo Kudo, Namosingo, Loriwo in Naurkori v Južnem Sudanu, je vodstvo parka navedlo kot primer nesprejemljive posledice neupoštevanja potreb skupnosti pri določanju rezervatov.
Nova neodvisna vlada Ugande pod vodstvom Miltona Oboteja je rezervat leta 1962 spremenila v narodni park doline Kidepo. Prvi glavni nadzornik parka je bil Ian Ross, Britanec. Leta 1972 ga je zamenjal Ugandčan Paul Ssali. Njihova predaja in usposabljanje je bila tema ameriškega dokumentarnega filma iz leta 1974, The Wild and the Brave.

## Geologija
Park sestavljata dva glavna dolinska sistema rek Kidepo in Narus. Dna doline ležijo med 3910 m in 1200 m nadmorske višine.
Kanangorok (imenovan tudi Kananorok ali Kanatarok) je mlačen vroč izvir na skrajnem severu parka, v Lotukeiju, na meji Južnega Sudana. Ta izvir je najstalnejši vir vode v parku.
Tla v parku so ilovnata. V dolini Kidepo prevladujeta črna kredasta ilovica in peščeno-ilovnata ilovica, medtem ko ima dolina Narus prosto odtočne rdeče gline in ilovice.

## Divje živali
Večji del parka je odprta drevesna savana. Zaradi razlik v padavinah z letnim povprečjem 89 cm v Narusu in 64 cm v dolinah Kidepo se vegetacija in živalske populacije med obema dolinama razlikujejo.

### Dolina Narus
Narus je ime, ki ga je dal klan Ketebo ali Mening ali Amening, ki so bili ljudje, ki so živeli v dolini. Primarne trave v dolini Narus so nižja rdeča ovsena trava (Themeda triandra) in višja šopkasta gvinejska trava (Megathyrsus maximus) ter fina slamnata trava (Hyparrhenia filipendula). Pogosta drevesa v bolj suhih območjih so akacije, puščavski datlji (Balanites aegyptiaca) in v manjši meri Cassia sieberiana. Ob vodnih tokovih se vrstijo drevesa Kigelija in pahljačaste palme (Borassus aethiopum). Prisotni so tudi sukulenta Euphorbia candelabrum in drevo Piliostigma thonningii ter drevesa Ziziphus abyssinica. Zaradi večne vode je reka Kidepo oaza v polpuščavi, ki gosti več kot 86 vrst sesalcev, kot je lisasta hijena, lev, gepard, leopard, afriški hijenski pes, afriški savanski slon, žirafa, zebra, kafrski bivol, uhata lisica, Rothschildova žirafa in skoraj 500 vrst ptic.

### Dolina Kidepo
Potoki v dolini Kidepo so posejani s palmami, medtem ko žvižgajoči grmi akacije rastejo na višjih območjih.

## Upravljanje parka
Park upravlja Uganda Wildlife Authority. USAID je avgusta 2013 financiral izboljšavo cest v parku.

## Finance
V proračunskem letu 2009–2010 je Kidepo od 2100 obiskovalcev prejel 294 milijonov USD (129.000 USD ali 99.000 € od 1. avgusta 2010). Do proračunskega leta 2012–2013 je to naraslo na 466 milijonov USD (178.000 USD ali 134.000 EUR od 1. avgusta 2013) od 2300 obiskovalcev.[11]

## Varstvena dejavnost
V 1960-ih je imel Kidepo trajnostno populacijo Rothschildovih žiraf, ki je štela več kot 400 živali. Do leta 1992 so ulovili le tri živali, vključno z eno samico. Leta 1997 je upravnik Peter Möller pridobil sredstva Frankfurtskega zoološkega društva za premestitev žiraf iz kenijskega narodnega parka jezero Nakuru. Ena samica je poginila v zadrževalnem objektu v jezeru Nakuru. Dve samički in enega samca so z letalom prepeljali v Kidepo. V Kidepu so enega samca požrli levi kmalu po izpustitvi.